# 심야영화관
심야영화관은 TJB POWER FM의 라디오 프로그램이다.

## 진행자
- 유지수 아나운서

## 주파수 안내
- 대전, 세종, 논산, 공주, 금산, 계룡 - FM 95.7MHz
- 당진, 서산, 예산, 홍성, 태안 - FM 96.5MHz
- 천안, 아산 - FM 95.5MHz
- 보령, 서천, 부여, 청양 - FM 96.1MHz

## 기획의도
- 누군가는 잠 못 드는 밤일수도 있고, 또 누군가는 한창 일하는 중일 수도 있는 이 시간, 감성 돋는 영화음악과 이야기로 위로하고 소소한 행복을 발견한다.

## 코너소개
- 영화 속 그 곳 그 풍경 : 영화 촬영지와 특정 장면에 나왔던 풍경이 어딘지 추적해본다.
- 마음을 흔드는 심쿵 대사
- 제작 노트(배우열전, 감독열전)

## 같이 보기
- TJB POWER FM
- 애프터 클럽